# イリヤ・オストロウーホフ
イリヤ・セミョーノヴィチ・オストロウーホフ（露: Илья Семёнович Остроухов, 英: Ilya Semyonovich Ostroukhov、1858年7月20日 - 1929年7月8日）は、ロシアの画家、美術品収集家、舞台美術家である。風景画や肖像画を描いた。

## 経歴・人物
モスクワの製粉業を営む家に生まれたオストロウーホフは、幼い頃には児童書を収集しており、青年時代には、自然科学に関心をもち、鳥の巣や卵などを収集していた。1873年、モスクワの商学実務アカデミーを卒業する。またモスクワ絵画・彫刻・建築学校に学んでいる。
オストロウーホフは、1886年に開催された移動美術展覧会で画家としてデビューした。画家になってからは、アブラムツェボ (en:Abramtsevo Colony) で活動していたイリヤ・レーピンやヴァシーリー・ポレーノフらによって描かれた素描や下絵を収集していた。オストロウーホフが収集したコレクションを芸術家別に見ると、レーピンによる作品が最も大きなシェアを占めている。
オストロウーホフが手がけた作品のうち “Сиверко”（英: The Siverko）などが、1887年、1888年および1890年に美術品収集家のパーヴェル・トレチャコフによって買い上げられている。1889年夏、モスクワの茶商人の家系であるボトキン家の娘、ナデジュダ・ボトキナ（露: Надежде Боткиной, 英: Nadezhda Botkina）と結婚する。その後、現在のウクライナのハルキウの付近に所在した製糖工場の経営者に就任し、安定的な財力を手に入れた。
1898年にトレチャコフが死去してから15年ほどの間に、オストロウーホフはトレチャコフ美術館の理事会に何度か選ばれている。1900年には、パリ万国博覧会のロシア美術部門の主催者を務めた他、レジオンドヌール勲章を受章している。1900年代になると、オストロウーホフはセルゲイ・ディアギレフの他、美術雑誌『芸術世界』に関係していた画家らと親交を深めるようになった。1904年からは、トレチャコフ美術館の理事会の議長を務め、コレクションに追加する新しい品目を買いそろえることに従事している。
1906年には、美術アカデミーの正会員に選ばれている。1912年と1914年にオストロウーホフは、ヴォログダやノヴゴロドの他、トヴェリやプスコフ、ヤロスラヴリなどを旅して回っている。1929年、モスクワで死去する。遺体は、ダニロフスコエ墓地に埋葬されている。

## 作品

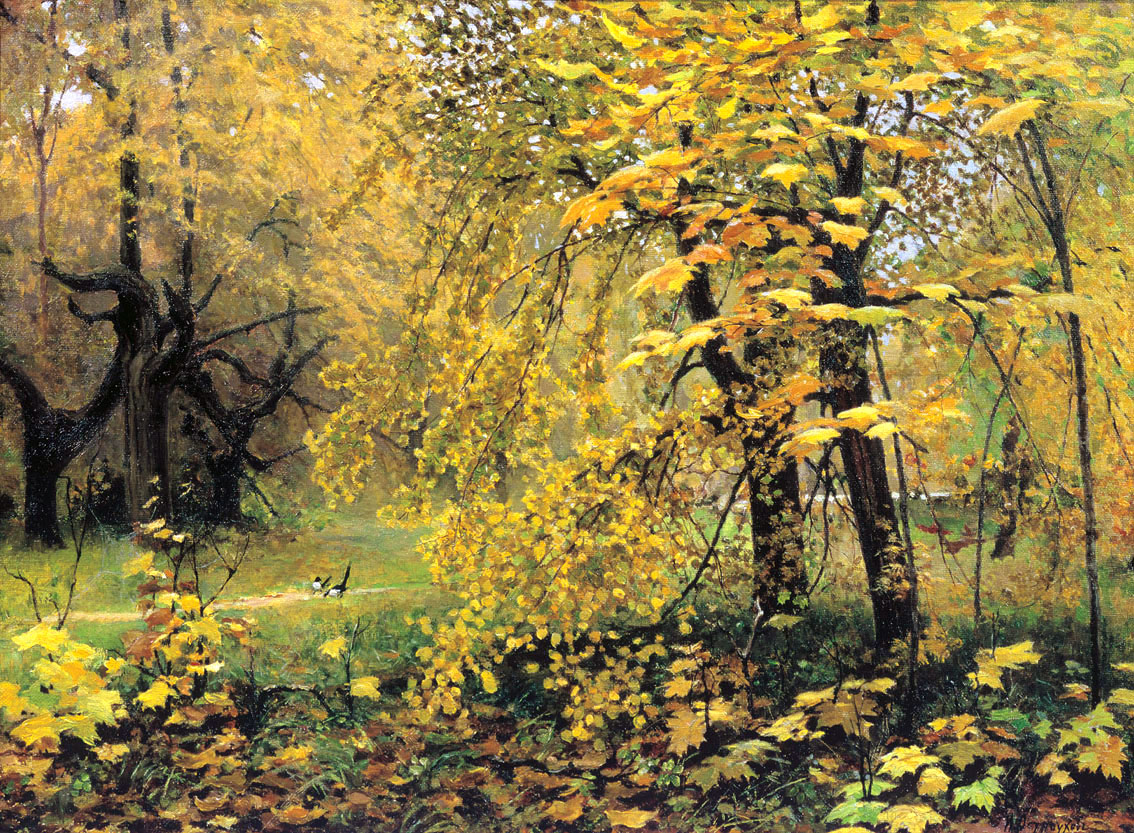
『黄金色の秋（ロシア語版）』、1886年
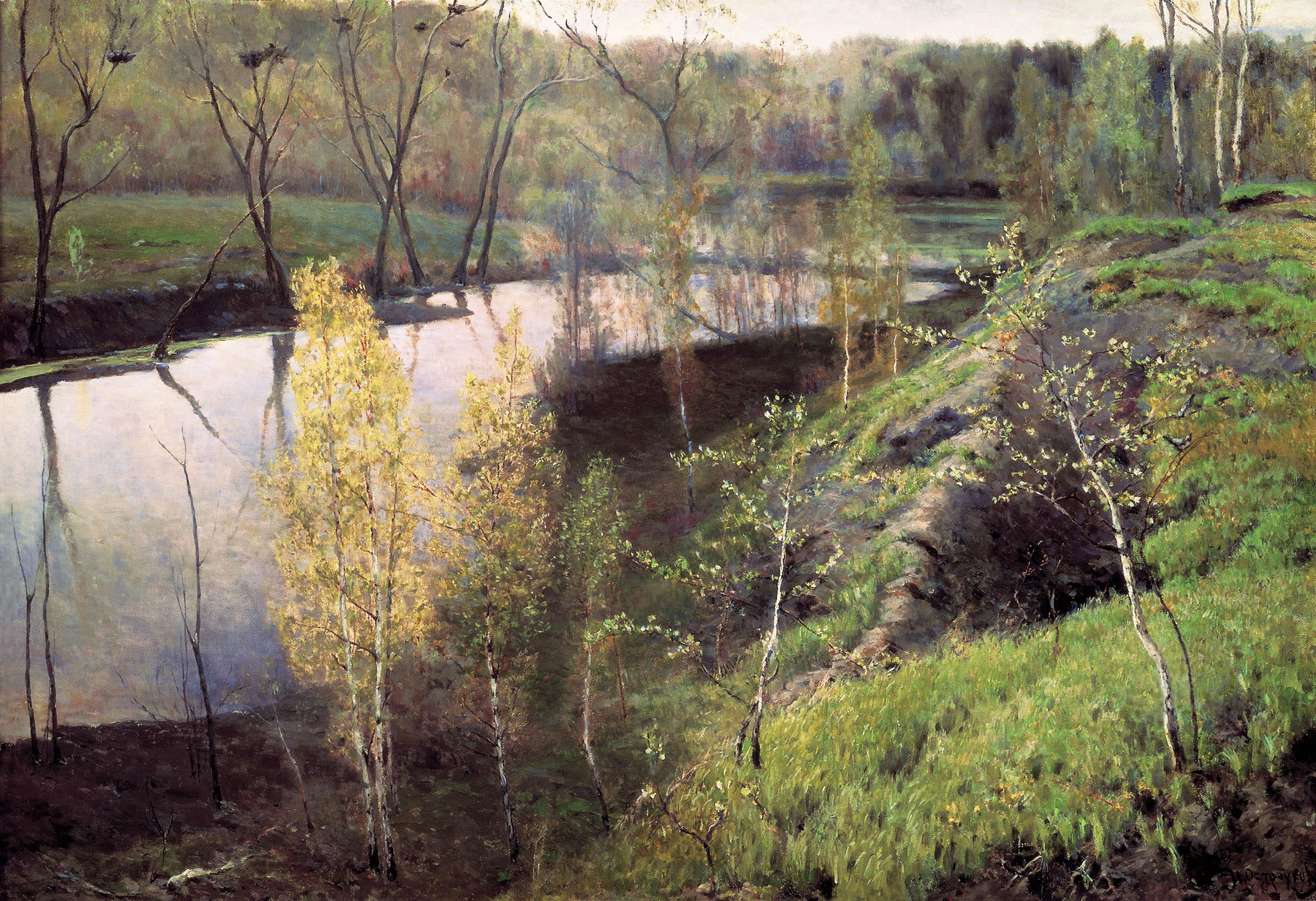
『芽吹き』、1887年
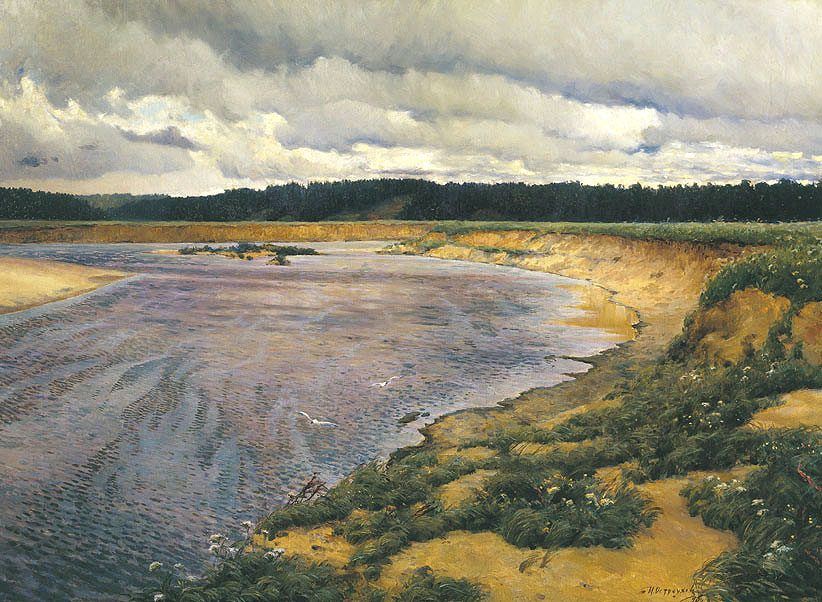
«Сиверко», 1890年
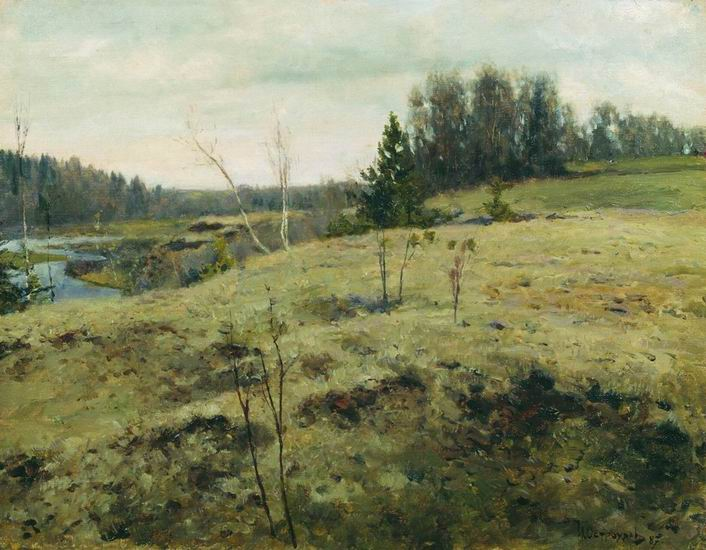
«Ранней весной», 1887年
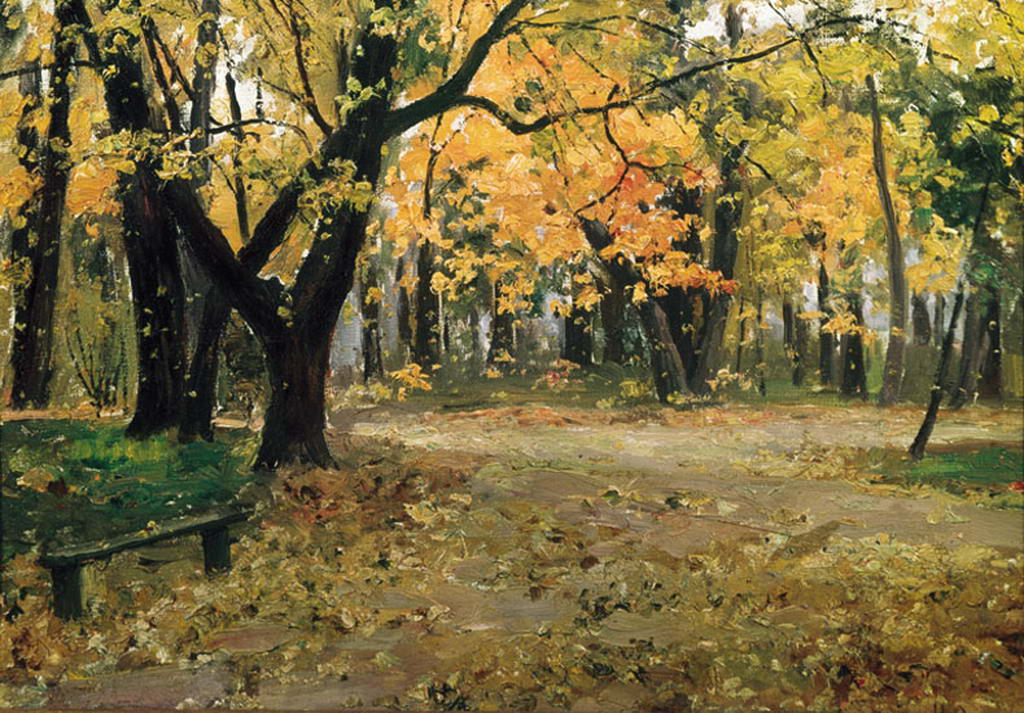
«В абрамцевском парке», 1887年
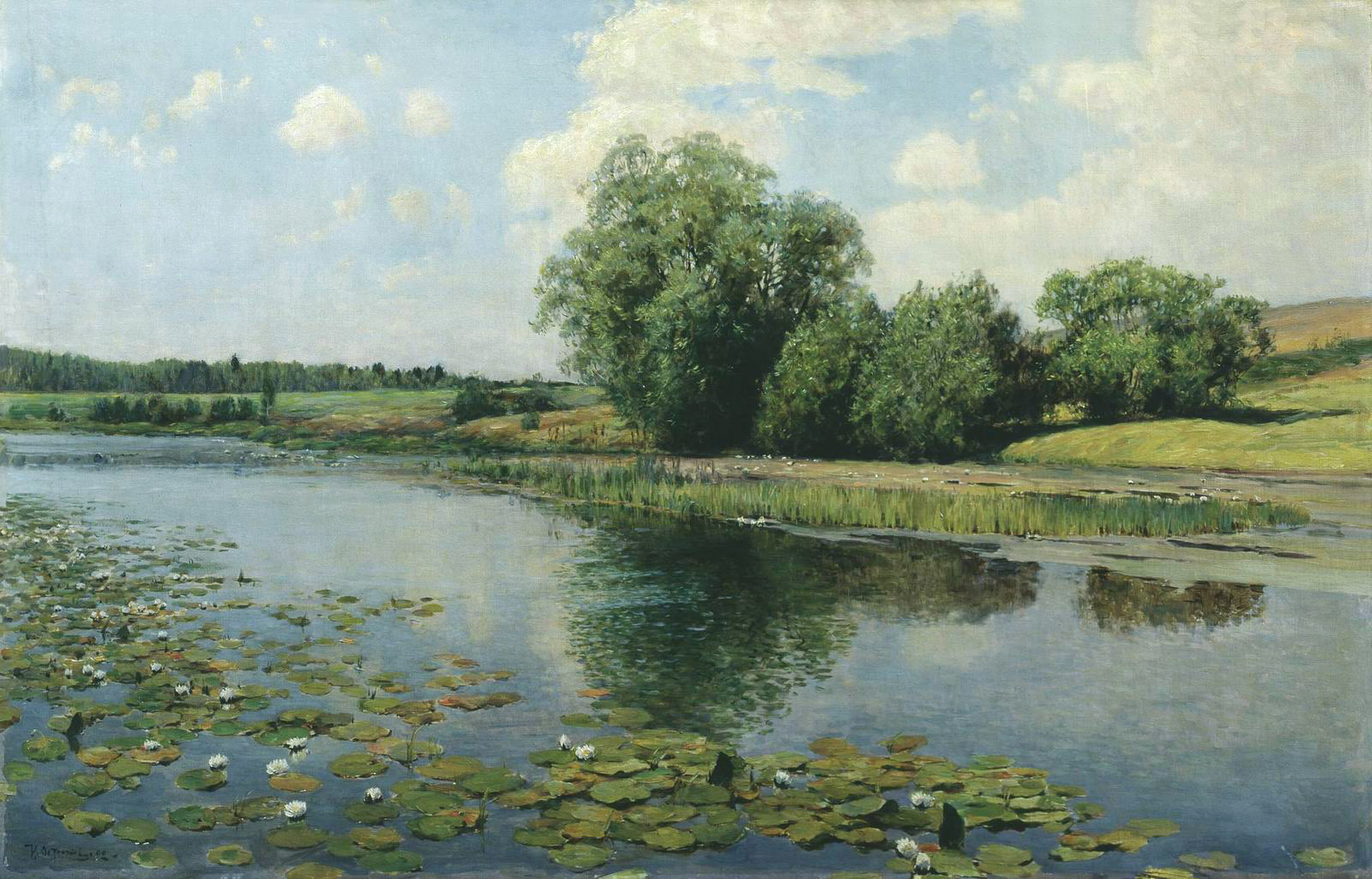
«Речка в полдень (Купавы на пруду)», 1892年